# Avard Moncur
Avard Moncur, född 2 november 1979, Nassau, Bahamas är en friidrottare från Bahamas som tävlar i kortdistanslöpning. 
Moncur blev världsmästare på 400 meter vid VM 2001 han har även en bronsmedalj från samväldesspelen. Moncur har även ingått i Bahamas framgångsrika stafettlag på 4 x 400 meter med silver från 2007, 2005 och 2001 samt brons från 2003.

## Personliga rekord
- 400 meter - 44,45